# Octavia (Tochter des Claudius)

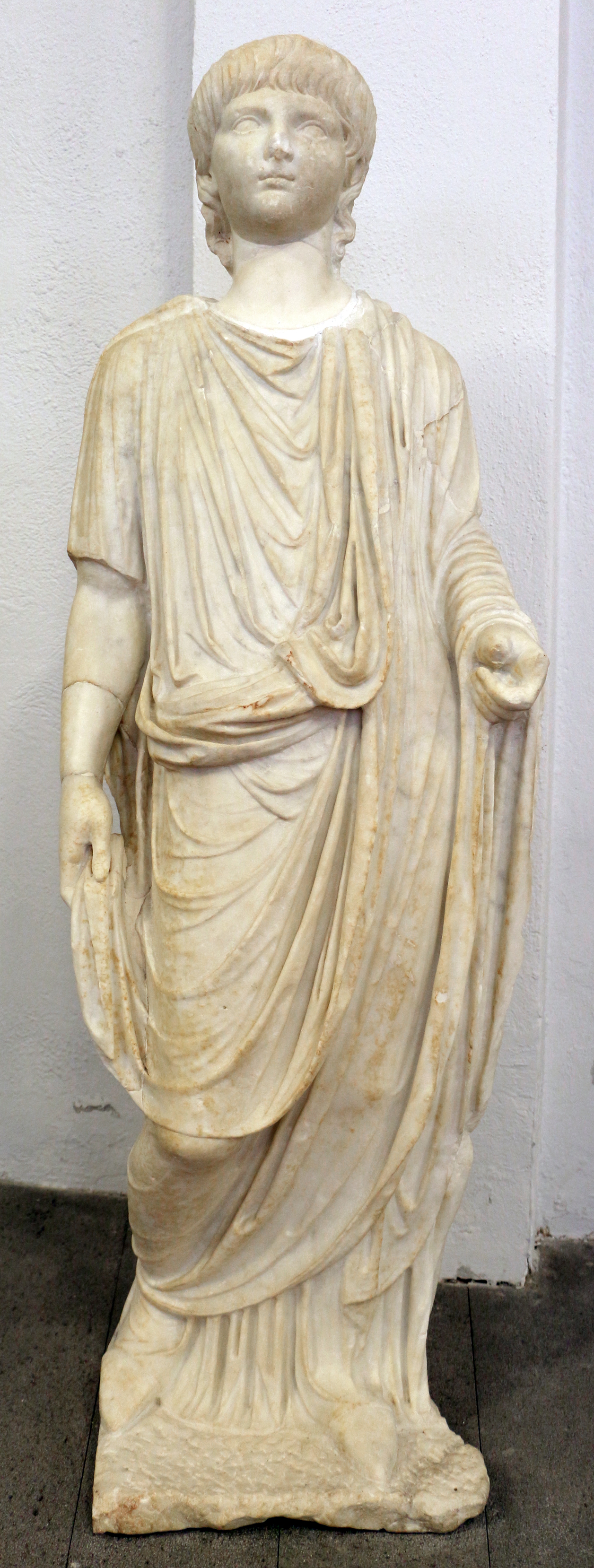
Statue eines Mädchens, identifiziert mit Claudia Octavia

Claudia Octavia oder auch Octavia die Jüngere (* März 40 n. Chr.; † 8. Juni 62 n. Chr.) war die Tochter des römischen Kaisers Claudius und dessen dritter Frau Messalina. Sie war die erste Ehefrau des Kaisers Nero.

## Leben

### Bis zur Heirat mit Nero
Bereits im Alter von einem Jahr wurde Octavia mit ihrem Verwandten Lucius Silanus verlobt. Als jedoch Claudius im Jahr 48 beabsichtigte, seine Nichte Agrippina zu heiraten, erschien deren Sohn Lucius Domitius Ahenobarbus, der spätere Nero, als ein geeigneterer Heiratskandidat. Lucius Silanus wurde einer unerlaubten Beziehung zu seiner Schwester Iunia Calvina bezichtigt und aus dem Senat ausgestoßen. Am Tag von Claudius’ Hochzeit mit Agrippina beging er Selbstmord. So war für die neue Kaiserin der Weg frei, Octavia mit ihrem Sohn zu verloben. Das Problem, dass der von Claudius adoptierte Nero nun offiziell Octavias Bruder war, den sie nach römischem Recht nicht heiraten durfte, löste man, indem die Braut wiederum pro forma von einem Octavier adoptiert wurde. Aufgrund dieser Adoption trug sie den Namen Octavia.
Im Jahr 53 n. Chr. fand die Hochzeit zwischen Nero und Octavia statt. Der enge Zusammenhang mit der Ehe zwischen Agrippina und Claudius zeigt, dass die Verbindung in erster Linie von politischer Bedeutung war. Nero lehnte seine junge Frau, die er auf Drängen seiner Mutter hatte heiraten müssen, jedoch von Anfang an ab.

### Leben als Kaiserin

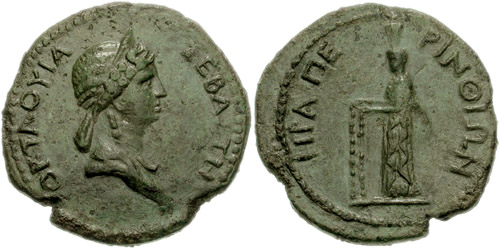
Münze der Stadt Perinth (heute Marmara Ereğlisi) mit der Darstellung der Octavia als Kaiserin (links) und der Hera-Statue von Samos (rechts)

Als im Jahre 54 ihr Vater starb, wurde Octavia an Neros Seite Kaiserin und mit den üblichen Ehrungen bedacht: Öffentliche Standbilder von ihr und Ehreninschriften für sie wurden errichtet; ihr Porträt wurde auf Münzen in der lokalen Münzprägung der östlichen Reichshälfte (Provinzialprägung) präsentiert; die Priesterschaft der Arvalbrüder brachte ihr und Nero jährliche Opfer dar. Im Vergleich zu anderen Kaiserinnen räumte ihr ihr Ehemann jedoch keine besonders herausragende Stellung ein; so wurde ihr beispielsweise der Titel Augusta verwehrt.
Nero unterhielt zahlreiche Affären, unter anderem mit einer Freigelassenen namens Acte. Er soll auch mehrmals versucht haben, Octavia umzubringen. Agrippina dagegen, die durch Actes Einfluss auf Nero ihre eigene Position bedroht sah, suchte Octavia als Verbündete. Der Tod ihres Bruders Britannicus 55 n. Chr., bei dem wie im Fall ihres Vaters Giftmord vermutet worden ist, ließ sie allein in einer feindlichen Umgebung,
Dass Nero trotz seiner Abneigung so lange mit ihr verheiratet blieb, dürfte an der politischen Bedeutung ihrer Ehe gelegen haben: Solange es eine politische Fraktion gab, die Nero nicht für den rechtmäßigen Erben des Kaiserthrons hielt, musste er bemüht sein, eine möglichst enge Anbindung an seine Vorgänger symbolisch zu präsentieren.

### Scheidung und Tod
Obwohl Neros Geliebte Poppaea Sabina wohl Einfluss auf die Ermordung seiner Mutter im Jahre 59 n. Chr. hatte, ließ sich Nero erst nach dem Tod des Burrus im Jahre 62 von Octavia scheiden. Die Scheidung wurde mit Octavias Unfruchtbarkeit begründet. Sie erhielt die Güter des kurz zuvor ermordeten Rubellius Plautus, eines Urenkels von Tiberius. In Rom wurden gegen die Trennung Proteste laut, die sich dagegen richteten, dass eine legitime Angehörige des iulisch-claudischen Kaisergeschlechts an den Rand gedrängt und von der Macht ausgeschlossen werden sollte. Während diese Unruhen in der Forschung meistens als spontane Gefühlsäußerung des römischen Volkes gedeutet werden, könnten sie letztlich auch durch eine politisch einflussreiche Claudius-freundliche Fraktion angezettelt worden sein, die mit Neros politischem Vorgehen unzufrieden war.
Um den Protest des Volks zu unterdrücken, entschied sich Nero nicht für eine Rücknahme der Scheidung, sondern für die Flucht nach vorne. Er dichtete ihr nun Ehebruch und – entgegen seinem Scheidungsgrund Unfruchtbarkeit – eine Abtreibung an. Wie Sueton berichtet, behauptete schließlich Anicetus, der Mörder Agrippinas, auf Poppaeas Betreiben, ihr Liebhaber zu sein. Das gab Nero einen Vorwand, um sie zu verbannen. Während der Geschichtsschreiber Tacitus für das weitere Vorgehen Poppaea verantwortlich macht und verschiedene Argumente präsentiert, die diese Nero gegenüber vorgebracht habe, schildern andere antike Quellen Nero als Alleinschuldigen.
Octavia, die sich gegen die unberechtigte Behandlung wehrte, wurde nach Pandateria geschickt und ihre Sklavinnen wurden ermordet, um ihren Widerstand zu brechen. In der Verbannung wurde sie auf Poppaeas Antreiben ermordet. Ihren Kopf soll man Poppaea gebracht haben. Im Gegensatz zu Octavia erhielt Poppaea den Titel Augusta sofort nach der Geburt der Tochter Claudia am 21. Januar 63 n. Chr. verliehen.

## Rezeption
Octavia soll bereits zu Lebzeiten populär gewesen sein; jedenfalls stehen ihr die meisten antiken Quellen sympathisch gegenüber und auch die neuzeitliche Forschung teilte in der Regel diese Einstellung.
Über Octavia existiert die Seneca zugeschriebene fabula praetexta Octavia, das einzige erhaltene Drama über ein Thema aus der römischen Geschichte. 1677 erschien Anton Ulrich Herzog von Braunschweig-Wolfenbüttels Roman Römische Octavia. 1782 vollendete Vittorio Alfieri seine Tragödie Ottavia. 2013 veröffentlichte Alexander Lohner den Roman Octavia. Die Gemahlin Neros, in dem die Titelheldin den Mordanschlag Neros entgegen der Überlieferung überlebt.